# Łysa Hora (obwód winnicki)
Łysa Hora – wieś na Ukrainie, w obwodzie winnickim, w rejonie ilinieckim.